# Jax Thoirs
Jax Thoirs (* 7. April 1993) ist ein britischer Stabhochspringer.
2014 wurde er bei den Commonwealth Games in Glasgow für Schottland startend Vierter.
2013 wurde er Schottischer Meister.

## Persönliche Bestleistungen
- Stabhochsprung: 5,65 m, 16. Mai 2015, Los Angeles
  - Halle: 5,65 m, 1. Juli 2015, Grangemouth